# 레인저 작전
레인저 작전(영어: Operation Ranger)은 네 번째 핵 실험 시리즈였다. 1951년에 수행되었으며, 네바다 핵 실험장에서 수행된 최초의 시리즈였다. 모든 폭탄은 B-50D 폭격기에 의해 투하되었으며 프렌치맨 플랫 (5구역) 상공에서 폭발했다.
이 실험들은 더 적은 양의 귀중한 핵물질을 사용하여 2세대 핵무기를 개발하는 실용성에 중점을 두었다. 이 실험은 '파우스트 작전'이라는 이름으로 계획되었다.
모든 실험은 공중 투하 방식이었기 때문에 정확한 실험 위치는 알려져 있지 않다. 그러나 폭스 실험을 제외한 모든 실험의 예상 접지점은 북위 36° 49′ 32″ 서경 115° 57′ 54″ / 북위 36.82556°  서경 115.96500° 로 설정되었으며, 폭스 실험은 통제 지점에 대한 피해를 최소화하기 위해 "500피트[150 m] 서쪽, 300피트[91 m] 남쪽"에 설정되었다.
버스터-쟁글 베이커 실험의 영상은 종종 레인저 에이블 실험으로 잘못 분류된다. 버스터 베이커 실험은 낮에 유카 플랫에서 진행된 반면, 레인저 에이블은 밤에 프렌치맨 플랫에서 진행되었기 때문에 두 실험은 구별할 수 있다. 레인저 작전의 동영상은 기밀 해제된 적이 없다.

## 역사
레인저 작전의 주된 목적은 그린하우스 작전을 준비하기 위한 실험을 수행하는 것이었다. 그린하우스에서 시험할 장치가 고폭탄 시스템과 관련하여 비축 단계에 있었기 때문에, 전체 시험 시리즈를 공중 투하 무기를 사용하여 수행할 수 있다고 판단되었다.
이 실험은 네바다 실험장(이후 네바다 핵 실험장, 현재 네바다 국립 보안 지구 또는 NNSS)의 설립으로 이어졌다. 이 실험 시리즈 이후, 태평양 실험장 대신 네바다에서 약 60 TNT 킬로톤 (250 TJ)까지의 실험을 수행하는 것이 적절하다고 여겨졌다.

## 실험
| 이름     | 날짜 시간 (UT)             | 현지 시간대  | 위치                                                                            | 표고 + 높이                           | 투하 방식, 목적      | 장치                      | 핵출력 | 낙진                                      | 참고 자료                               | 비고 |
| -------- | -------------------------- | ------------ | ------------------------------------------------------------------------------- | ------------------------------------- | -------------------- | ------------------------- | ------ | ----------------------------------------- | --------------------------------------- | --- |
| 에이블   | 1951년 1월 27일 13:44:51.0 | PST (–8 hrs) | NTS 5구역 ~ 북위 36° 49′ 36″ 서경 115° 57′ 32″ / 북위 36.82664° 서경 115.95883° | 1,010 m (3,310 ft) + 323 m (1,060 ft) | 자유 낙하, 무기 개발 | Mk-4, Type D              | 1 kt   | 요오드-131 방출 감지됨, 1.3 MCi (48 PBq)  | [ 8 ] [ 9 ] [ 10 ] [ 11 ] [ 12 ] [ 13 ] | 트리니티 이후 미국 본토에서 실시된 첫 번째 실험. 악마 핵에서 영감을 받아 임계 질량에 대한 압축을 실험함. 종종 1킬로톤 보정 폭발에 사용됨. 레인저 이지 참조. |
| 베이커 1 | 1951년 1월 28일 13:52:04.5 | PST (–8 hrs) | NTS 5구역 ~ 북위 36° 49′ 36″ 서경 115° 57′ 32″ / 북위 36.82664° 서경 115.95883° | 1,010 m (3,310 ft) + 329 m (1,079 ft) | 자유 낙하, 무기 개발 | Mk-4, Type D, TOM Init    | 8 kt   | 요오드-131 방출 감지됨, 3.2 MCi (120 PBq) | [ 8 ] [ 9 ] [ 10 ] [ 11 ] [ 12 ] [ 13 ] | 부분적 임계 핵, TOM 개시자. 레인저 이지 참조. |
| 이지     | 1951년 2월 1일 13:46:39.5  | PST (–8 hrs) | NTS 5구역 ~ 북위 36° 49′ 36″ 서경 115° 57′ 32″ / 북위 36.82664° 서경 115.95883° | 1,010 m (3,310 ft) + 329 m (1,079 ft) | 자유 낙하, 무기 개발 | Mk-4, Type D              | 1 kt   |                                           | [ 8 ] [ 9 ] [ 10 ] [ 11 ] [ 12 ] [ 13 ] | 임계 질량에 대한 압축 실험. |
| 베이커 2 | 1951년 2월 2일 13:48:48.0  | PST (–8 hrs) | NTS 5구역 ~ 북위 36° 49′ 36″ 서경 115° 57′ 32″ / 북위 36.82664° 서경 115.95883° | 1,010 m (3,310 ft) + 335 m (1,099 ft) | 자유 낙하, 무기 개발 | Mk-4, Type D              | 8 kt   |                                           | [ 8 ] [ 9 ] [ 10 ] [ 11 ] [ 12 ] [ 13 ] | 레인저 베이커 1과 동일, 재현 가능한 결과 테스트. 레인저 이지 참조.                                                                                          |
| 폭스     | 1951년 2월 6일 13:46:55.0  | PST (–8 hrs) | NTS 5구역 북위 36° 49′ 29″ 서경 115° 58′ 01″ / 북위 36.82485° 서경 115.96708°   | 1,010 m (3,310 ft) + 437 m (1,434 ft) | 자유 낙하, 무기 개발 | Mk-6 HOW, Type D "프레디" | 22 kt  |                                           | [ 8 ] [ 9 ] [ 10 ] [ 11 ] [ 12 ] [ 13 ] | 마크 6 HOW "폭스" 핵 실험. "다른 레인저 폭발에 사용된 투하 목표 지점에서 서쪽으로 500피트, 남쪽으로 300피트 떨어진 곳에 위치하여 통제 지점의 손상을 피함."  |

1. ↑  미국, 프랑스, 영국은 실험 이벤트에 코드명을 붙였지만, 소련과 중국은 코드명을 붙이지 않았고, 따라서 실험 번호만 사용했다(일부 예외 - 소련의 평화적 폭발은 이름이 붙여졌다). 이름이 고유 명사가 아닌 경우 괄호 안에 영어로 단어 번역이 되어 있다. 숫자 뒤에 붙은 대시는 일제사격 이벤트의 구성원을 나타낸다. 미국은 때때로 그러한 일제사격 실험에서 개별 폭발에도 이름을 붙였는데, 그 결과 "이름1 – 1(이름2 포함)"이 된다. 실험이 취소되거나 중단된 경우, 날짜 및 위치와 같은 행 데이터는 알려진 경우 의도된 계획을 공개한다.
2. ↑  UT 시간을 표준 현지 시간으로 변환하려면, 괄호 안의 시간 수를 UT 시간에 더한다. 현지 서머타임의 경우, 한 시간을 추가한다. 결과가 00:00보다 이르면 24시간을 더하고 날짜에서 1을 뺀다. 24:00 이상이면 24시간을 빼고 날짜에 1을 더한다. 역사적 시간대 데이터는 IANA 시간대 데이터베이스에서 얻었다.
3. ↑  대략적인 지명 및 위도/경도 참조; 로켓 운반 실험의 경우, 알려진 경우 폭발 위치 전에 발사 위치가 지정된다. 일부 위치는 매우 정확하고, 다른 위치(예: 공중 투하 및 우주 폭발)는 매우 부정확할 수 있다. "~"는 해당 지역의 다른 실험과 공유되는 일반적인 대략적인 위치를 나타낸다.
4. ↑  표고는 해수면 대비 폭발 지점 바로 아래의 지표면 높이이다. 높이는 탑, 풍선, 샤프트, 터널, 공중 투하 또는 기타 장치에 의해 추가되거나 빼진 추가 거리이다. 로켓 폭발의 경우 지표면 높이는 "해당 없음"이다. 일부 경우에는 높이가 절대적인지 지상에 상대적인지 불분명하다 (예: Plumbbob/John). 숫자나 단위가 없는 것은 값이 알 수 없음을 의미하고, "0"은 0을 의미한다. 이 열의 정렬은 표고와 높이를 합한 값으로 이루어진다.
5. ↑  대기권, 공중 투하, 풍선, 총, 순항 미사일, 로켓, 지표면, 탑, 바지선은 모두 부분적 핵실험 금지 조약에 의해 금지된다. 밀봉된 수직 갱도와 터널은 지하에 있으며, PTBT 하에서도 유용하게 사용되었다. 의도적인 분화구 생성 실험은 경계선에 있으며, 조약 하에서도 발생했지만 때때로 항의를 받았고, 일반적으로 평화적 사용으로 선언된 경우 간과되었다.
6. ↑  무기 개발, 무기 효과, 안전 실험, 운송 안전 실험, 전쟁, 과학, 공동 검증, 산업/평화적 사용을 포함하며, 더 세분화될 수 있다.
7. ↑  알려진 경우 실험 항목에 대한 명칭, "?"는 이전 값에 대한 불확실성을 나타내며, 특정 장치의 별칭은 따옴표 안에 있다. 이 정보 범주는 종종 공식적으로 공개되지 않는다.
8. ↑  톤, 킬로톤, 메가톤 단위로 추정된 에너지 핵출력. TNT 1톤은 4.184 기가줄(1 기가칼로리)로 정의된다.
9. ↑  즉발 중성자를 제외하고 대기로 방출된 방사성 물질(알려진 경우). 언급된 경우 측정된 종은 요오드-131만 해당되며, 그렇지 않은 경우 모든 종에 해당된다. 항목이 없으면 알 수 없음을 의미하며, 지하인 경우 아마도 없을 것이고, 그렇지 않은 경우 "모든" 종이 방출되었음을 의미한다. 그 외에는 알려진 경우 현장에서만 측정되었는지 또는 현장 외부에서 측정되었는지, 그리고 방출된 방사능의 측정량이 표시된다.

## 갤러리

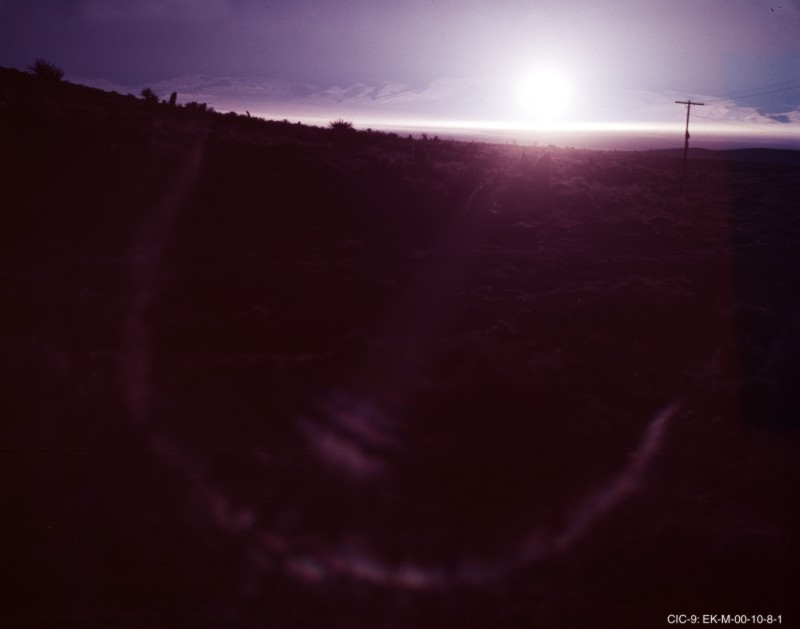
레인저 에이블, 1킬로톤
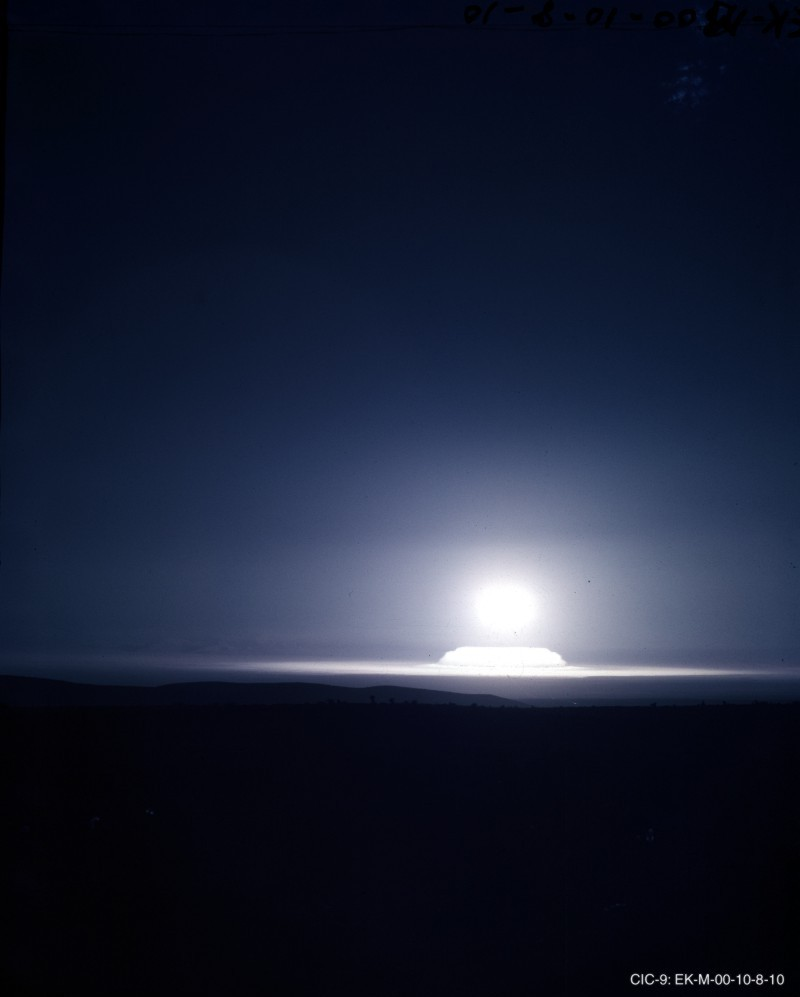
레인저 베이커 1, 8킬로톤
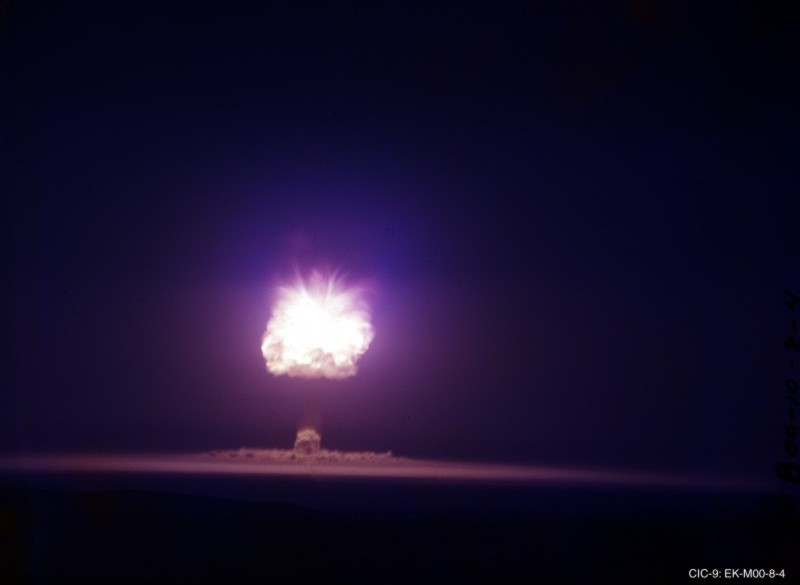
레인저 폭스, 22킬로톤
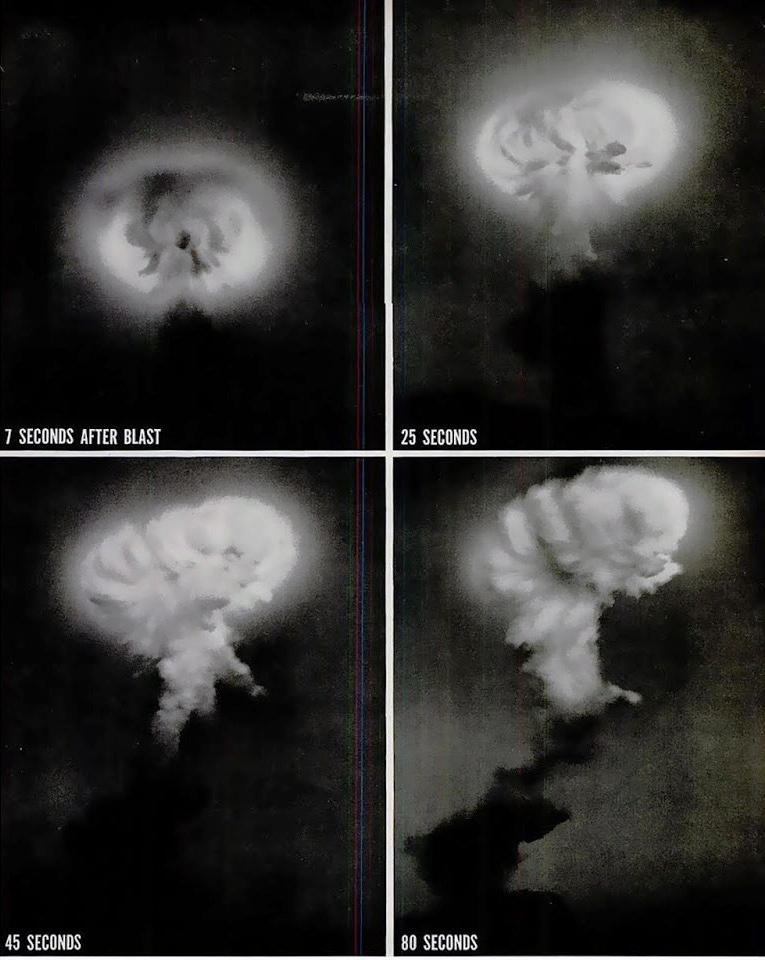
레인저 폭스 버섯구름 형성
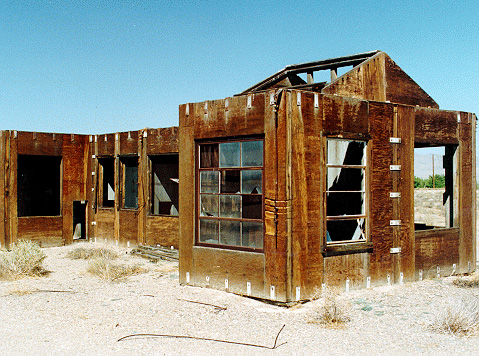
유리 및 창문 구조에 대한 폭발 효과를 확인하고 날아다니는 유리 파편 문제를 평가하기 위해 건설된 "유리집" 구조물, 레인저-이지 실험
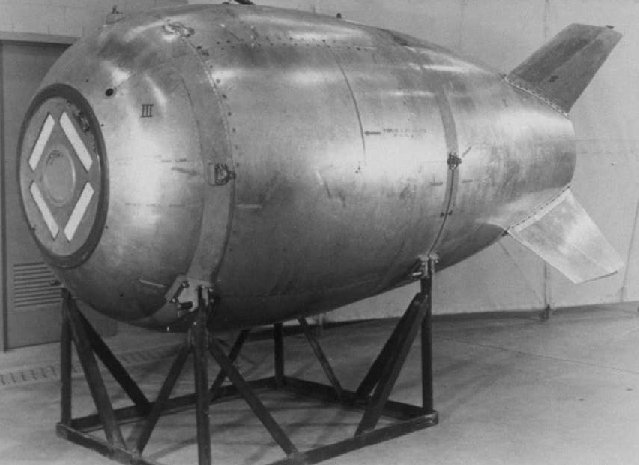
폭스 실험을 제외한 모든 레인저 실험에서 폭발된 마크 4 장치
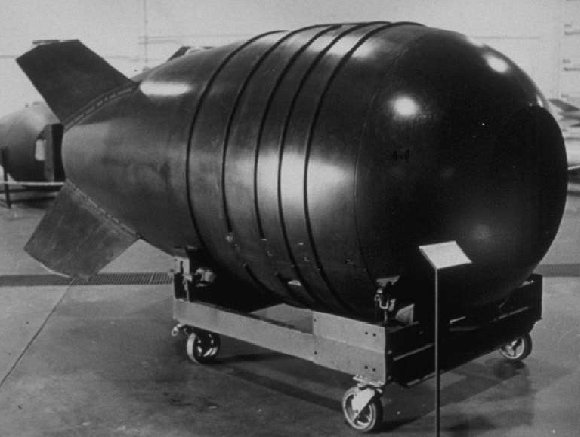
폭스 실험에서 폭발된 마크 6 장치